# Eduardo Borque
Eduardo Borque (nacido en San Miguel de Tucumán el 1 de septiembre de 1917 - San Miguel de Tucumán el 30 de octubre de 2007) fue un futbolista argentino. Jugaba como delantero y debutó con la casaca de Boca Juniors.

## Carrera
Se desempeñaba como puntero izquierdo. En el Campeonato de Primera División 1938 jugó para Boca Juniors, disputando 10 partidos y convirtiendo 2 goles. Al año siguiente vistió los colores de Rosario Central, en la primera temporada de los canallas por torneos de Primera División de AFA. Su participación se limitó a 2 encuentros. Su debut se produjo el 26 de marzo de 1939, en un encuentro ante Vélez Sarsfield, derrota 3-1; el técnico de la Academia era el húngaro Emérico Hirschl.

## Clubes
| Club            | País      | Año  |
| --------------- | --------- | ---- |
| Boca Juniors    | Argentina | 1938 |
| Rosario Central | Argentina | 1939 |